# Abraham Yeshaya Karelitz
Avraham Yeshaya Karelitz (7 de noviembre de 1878 - 24 de octubre de 1953), conocido por el nombre de su obra principal, el Chazon Ish, fue un rabino ortodoxo nacido en Bielorrusia que más tarde se convirtió en uno de los líderes del judaísmo jaredí en Israel, donde pasó los últimos 20 años de su vida, desde 1933 hasta 1953. En 1911, el rabino Karelitz publicó en Vilna su primer trabajo sobre el Oraj Jaim y otras partes del Shulján Aruj, con el título de Chazon Ish, que significa: "la visión del hombre".

## Biografía
Avraham Yeshaya Karlitz nació en Kosava, en la gobernación de Grodno, en el Imperio Ruso (actualmente en la región de Brest, en Bielorrusia), era el hijo mayor del Rabino Shmaryahu Yosef Karelitz, el Rabino de Kosova; su madre era Rasha, la hija del Rabino Shaul Katzenelbogen. Sus hermanos menores eran el Rabino Meir, el Rabino Itzjak y el Rabino Moshé. El Rabino Yitzchak Karelitz, sucedió a su padre como rabino de Kosova, durante la Segunda Guerra Mundial, el Rabino Yitzchak, su esposa y su hija, fueron ejecutados por los nazis a mediados de 1942. Su hermana, Miriam, se casó con el Rabino Yaakov Yisrael Kanievsky, el Gaón de Steipler. El Gaón consideraba a su cuñado, el Rabino Abraham Yeshaya, como su mentor.
De joven, Avraham Karelitz fue enviado a estudiar con el Rabino Chaim Soloveitchik de Brisk. No siguió el método de estudio de Brisk, y más tarde quedó claro que se oponía a él. Después de dos años, regresó a su casa y continuó estudiando con su padre, que era el jefe de un Bet Din (tribunal rabínico). Avraham Karelitz se casó con la judía Bashe Bei.
Avraham se mudó a Vilna alrededor de 1920, y se hizo amigo del Rabino Chaim Ozer Grodzinski, asesorándolo en todos los asuntos religiosos y comunales. Alentados por el rabino Grodzinski, y con la ayuda del Rabino Abraham Isaac Kook, la familia Karelitz se asentó en Eretz Israel, en el Mandato Británico de Palestina, en 1933. Su casa en Bnei Brak se convirtió en el punto de encuentro de miles de personas que buscaban orientación religiosa.
Avraham Karelitz dedicó su vida al estudio de la Torá, al mismo tiempo que incrementó sus conocimientos en las ciencias seculares como la astronomía, la anatomía, las matemáticas y la botánica. Después de su matrimonio, continuó llevando una vida extremadamente modesta, su esposa se ocupaba de sus necesidades económicas, mientras él pasaba el día y la noche estudiando la Torá en profundidad. El matrimonio Karelitz no tuvo hijos.

## Influencia y autoridad
Aunque no ocupaba ningún cargo oficial, el Chazon Ish se convirtió en una autoridad mundial reconocida en muchos asuntos relacionados con la legislación y la vida judía. No fue nombrado como líder comunal, sin embargo, sus posiciones y decisiones influyeron en la vida y en las instituciones de la judería religiosa, especialmente en Eretz Israel. No publicó muchos artículos rabínicos, pero aun así logró el reconocimiento como una de las principales autoridades en materia de Halajá (la Ley judía).
Declinó participar en cualquiera de los movimientos religiosos y políticos que fueron muy activos antes y durante la formación del Estado de Israel en 1948. El rabino tuvo una gran influencia sobre el judaísmo ultraortodoxo en la Tierra de Israel. Avraham Karelitz mantuvo un punto de vista antisionista, aunque aceptó a regañadientes la existencia del Estado de Israel.
En reconocimiento a su profundo conocimiento e interés en muchos campos de estudio, muchos buscaron su guía en temas sociales y políticos. David Ben-Gurion, el Primer Ministro de Israel, y el judío Yitzhak Ben-Zvi, el segundo Presidente de Israel, lo visitaron una vez para debatir sobre cuestiones políticas y religiosas. Se cuenta que el Rabino Karelitz argumentó que las necesidades de la comunidad secular eran diferentes de las necesidades de la comunidad religiosa. Utilizó como metáfora la discusión talmúdica (Sanedrín 32b) de dos camellos que se encuentran en un estrecho paso de montaña. Se espera que un camello sin bienes debe dejar pasar a un camello cargado de bienes, del mismo modo, el Chazon Ish sostenía que la sociedad secular debía someterse a la sociedad religiosa, que llevaba los bienes de la tradición.
Aunque Avraham Karelitz era esencialmente un erudito, el rabino se dedicó a los problemas prácticos, dedicando mucho esfuerzo al fortalecimiento de la vida religiosa y de las instituciones académicas. Sus decisiones sobre el uso de la máquina para ordeñar durante el Shabat y sobre el cultivo hidropónico durante el año sabático, son dos ejemplos de su enfoque práctico. El Chazon Ish escribió más de 40 libros escritos en hebreo moderno.
A diferencia de otros grandes Ajaronim como el Rabino Chaim Soloveitchik, el Chazon Ish es conocido por evitar el análisis metódico de los pasajes talmúdicos, prefiriendo un enfoque más variado e intuitivo similar al de los Rishonim. El Chazon Ish también descartó la necesidad de profundizar en el Musar como un estudio formal, sintiendo que una vida dedicada al estudio tradicional de la Torá guiará al tzadik hacia el camino correcto.

## Agricultura
Existe una variedad de citrón llamada Chazon Ish, que ha sido certificada por el Rabino Karelitz como kosher para ser usada como etrog. Después de la fiesta de Sucot, el Chazon Ish le entregó al Rabino Michel Yehuda Lefkowitz un paquete de semillas del etrog que el Chazon Ish había usado durante la festividad de Sucot, y le indicó que plantase las semillas en su jardín. El Rabino Lefkowitz, que no tenía experiencia agrícola, siguió las instrucciones del rabino Karelitz de sembrar y regar las semillas, y el árbol creció y dio fruto. Cada año el Chazon Ish venía a seleccionar su etrog de ese árbol para la festividad de Sucot, de igual modo lo hacía su cuñado, el Gaón de Steipler, y otros Grandes de Israel. El Rabino Lefkowitz también permitió que los productores de citrones recogieran esquejes del árbol para cultivar huertos enteros de citrones certificados como kosher por el Rabino Abraham Karelitz.